# Lliga catalana de bàsquet femenina 1986-1987
La Lliga catalana de bàsquet femenina 1986-1987 fou la sisena edició de la Lliga catalana. La competició se celebrà des del 13 de setembre al 4 d'octubre de 1986 i fou organitzada per la Federació Catalana de Basquetbol. Hi participaren quatre equips, Sabor d'Abans Tortosa, vigent campió, Natural Cusí, Caixa Girona i Font Vella Manresa. Hi disputaren una primera fase en format de lligueta a doble partit per determinar els dos finalistes. Es classificaren per jugar la final el Sabor d'Abans Tortosa i el Natural Cusí i es proclamà campió el club tortosí per 96 a 90, que aconseguí el seu segon títol de forma consecutiva. La final es disputà el 4 d'octubre de 1986 al Pavelló de l'Escola Thau de Barcelona i fou retransmesa en directe per TV3.

## Primera fase
Com en altres edicions, les jugadores americanes tingueren un paper rellevant en la competició, essent, en la majoria dels casos, les màximes anotadadores dels seus equips. Entre d'altres, destacaren Linda Page, del Sabor d'Abans Tortosa, Debra Rodman i Britt King, del Natural Cusí, i Línda Johnson i Kim Crawford, del Caixa Girona

### Taula de resultats
| Casa \ Fora           | GIR   | MAN   | NAT   | TOR   |
| --------------------- | ----- | ----- | ----- | ----- |
| Caixa Girona Bach     | —     | 83–48 | 58–60 | 59–69 |
| Font Vella Manresa    | 40–74 | —     | 73–54 |       |
| Natural Cusí          | 76–75 | 73–54 | —     |       |
| Sabor d'Abans Tortosa | 73–54 | 95–52 | 74–72 | —     |

### Competició

#### Primera jornada
| 13 de setembre de 1986 | Sabor d'Abans Tortosa            | 95–52   | Font Vella Manresa | Tortosa                   |  |
|                        | Puntuació per part: 43-28, 52-24 |         |                    |                           |  |
|                        | Pts: Page, Llop 22               | Informe | Pts: Castro 19     | Àrbitres: Michana i Buera |  |

| 14 de setembre de 1986 | Natural Cusí                     | 76–75   | Caixa Girona Bach     | El Masnou                   |  |
|                        | Puntuació per part: 35-47, 41-28 |         |                       |                             |  |
|                        | Pts: Almoguera 28                | Informe | Pts: Johnson, Vila 21 | Àrbitres: Mitjana i Bercedo |  |

#### Segona jornada
| 17 de setembre de 1986 | Natural Cusí                     | 60–48   | Font Vella Manresa | El Masnou                    |  |
|                        | Puntuació per part: 29-22, 31-26 |         |                    |                              |  |
|                        | Pts: King 15                     | Informe | Pts: Castro 17     | Àrbitres: Ontulia i Domènech |  |

| 17 de setembre de 1986 | Caixa Girona Bach                | 59–69   | Sabor d'Abans Tortosa | Figueres                     |  |
|                        | Puntuació per part: 29-29, 30-40 |         |                       |                              |  |
|                        | Pts: Crawford 18                 | Informe | Pts: Page 26          | Àrbitres: Pizarro i Fàbregas |  |

#### Tercera jornada
| 20 de setembre de 1986 | Sabor d'Abans Tortosa            | 74–72   | Natural Cusí | Tortosa                     |  |
|                        | Puntuació per part: 37-39, 37-33 |         |              |                             |  |
|                        | Pts: Page 25                     | Informe | Pts: King 23 | Àrbitres: Alzuria i Del Amo |  |

| 21 de setembre de 1986 | Font Vella Manresa               | 40–74   | Caixa Girona Bach | Manresa                          |  |
|                        | Puntuació per part: 22-36, 18-38 |         |                   |                                  |  |
|                        | Pts: Solana 16                   | Informe | Pts: Crawford 26  | Àrbitres: Amorós i Martín Orduña |  |

#### Quarta jornada
| 24 de setembre de 1986 | Caixa Girona Bach                | 58–60   | Natural Cusí | Figueres                 |  |
|                        | Puntuació per part: 29-27, 29-33 |         |              |                          |  |
|                        | Pts: Johnson 24                  | Informe | Pts: King 18 | Àrbitres: Sanchís i Díaz |  |

| 24 de setembre de 1986 | Font Vella Manresa | vs. | Sabor d'Abans Tortosa | Manresa |  |
|                        |                    |     |                       |         |  |
|                        |                    |     |                       |         |  |

#### Quinta jornada
| 28 de setembre de 1986 | Sabor d'Abans Tortosa            | 73–54   | Caixa Girona Bach | Manresa                   |  |
|                        | Puntuació per part: 34-30, 39-24 |         |                   |                           |  |
|                        | Pts: Page 21                     | Informe | Pts: Cros 13      | Àrbitres: Pizarro i Forès |  |

| 28 de setembre de 1986 | Font Vella Manresa               | 74–97   | Natural Cusí | Manresa                   |  |
|                        | Puntuació per part: 39-50, 35-47 |         |              |                           |  |
|                        | Pts: Valentí 19                  | Informe | Pts: King 35 | Àrbitres: Galerón i Muñoz |  |

#### Sexta jornada
| 1 d'octubre de 1986 | Natural Cusí | vs. | Sabor d'Abans Tortosa | El Masnou |  |
|                     |              |     |                       |           |  |
|                     |              |     |                       |           |  |

| 1 d'octubre de 1986 | Caixa Girona Bach                | 83–48   | Font Vella Manresa | Figueres |  |
|                     | Puntuació per part: 28-19, 55-29 |         |                    |          |  |
|                     | Pts: Johnson 20                  | Informe | Pts: Castro 16     |          |  |

### Classificació
| Pos | Equip                 | PJ | PG | PE | PP | PF  | PC  | DP   | Pts |
| --- | --------------------- | -- | -- | -- | -- | --- | --- | ---- | --- |
| 1   | Sabor d'Abans Tortosa | 5  | 5  | 0  | 0  | 396 | 303 | +93  | 10  |
| 2   | Natural Cusí          | 5  | 4  | 0  | 1  | 367 | 327 | +40  | 9   |
| 3   | Caixa Girona          | 6  | 3  | 0  | 3  | 316 | 318 | −2   | 9   |
| 4   | Font Vella Manresa    | 5  | 0  | 0  | 5  | 280 | 407 | −127 | 5   |

## Final
La final de la Lliga catalana 1986 la disputaren el Sabor d'Abans Tortosa i l Natural Cusí, guanyant l'equip tortosí per 96 a 90. Se celebrà el 5 d'octubre de 1986 al Pavelló de l'Escola Thau de Barcelona.i fou retransmès en directe per TV3. Individualment, les màximes anotadores del partit foren les jugadores americanes Linda Page amb 27 punts, per part tortosina, i Britt King amb 24, per part masnovina.
| 4 d'octubre de 1986 17:00 Informe Partit | Sabor d'Abans Tortosa              | 96–90 | Natural Cusí                 | Pavelló de l'Escola Thau, Barcelona Àrbitres: Alzúria i De Ramón |
| 4 d'octubre de 1986 17:00 Informe Partit | Resultat per meitats: 47-44, 49-46 |       |                              | Pavelló de l'Escola Thau, Barcelona Àrbitres: Alzúria i De Ramón |
| 4 d'octubre de 1986 17:00 Informe Partit | Pts: Page 27 Rebs: Andrikowski 11  |       | Pts: King 24 Rebs: Rodman 13 | Pavelló de l'Escola Thau, Barcelona Àrbitres: Alzúria i De Ramón |

| Sabor d'Abans-Tortosa | Natural Cusí |

| #            | Jugadora          | Pts | Rbs. | Ass. | Rec. |
| ------------ | ----------------- | --- | ---- | ---- | ---- |
| 4            | Turata            | N/D | N/D  | N/D  | N/D  |
| 5            | Lígia Barragán    | N/D | N/D  | N/D  | N/D  |
| 6            | Rosa Castillo     | 11  | 4    | 3    | 6    |
| 7            | Concha Zapata     | 12  | 2    | 2    | 3    |
| 8            | Pilar Bilbao      | 6   | 1    | 0    | 2    |
| 9            | Linda Paige       | 27  | 5    | 0    | 2    |
| 10           | Anna Junyer       | N/D | N/D  | N/D  | N/D  |
| 11           | Katty Andrikowski | 15  | 11   | 0    | 6    |
| 12           | Roser Llop        | 11  | 0    | 1    | 1    |
| 13           | Gina Elias        | 14  | 1    | 0    | 4    |
| Equip        | Equip             | 96  | 24   | 6    | 24   |
| Entrenador   |                   |     |      |      |      |
| Maria Planas |                   |     |      |      |      |

| Campió de la Lliga Catalana 1986-87 |
| ----------------------------------- |
| Sabor d'Abans-Tortosa Segon títol   |

| #              | Jugadora            | Pts | Rbs. | Ass. | Rec. |
| -------------- | ------------------- | --- | ---- | ---- | ---- |
| 4              | Teresa Almoguera    | 16  | 0    | 1    | 2    |
| 5              | Montserrat Argullós | 2   | 0    | 0    | 0    |
| 6              | Debra Rodman        | 15  | 13   | 0    | 1    |
| 7              | Clara Jiménez       | 4   | 2    | 0    | 1    |
| 9              | Escamilla           | N/D | N/D  | N/D  | N/D  |
| 4              | Teresa Almoguera    | 16  | 0    | 1    | 2    |
| 10             | Rosi Medianero      | 2   | 0    | 0    | 1    |
| 11             | Ana Belén Álvaro    | 15  | 0    | 1    | 4    |
| 12             | Bisseti             | N/D | N/D  | N/D  | N/D  |
| 13             | Tarrradellas        | N/D | N/D  | N/D  | N/D  |
| 14             | Rosa Sánchez        | 2   | 3    | 0    | 1    |
| 15             | Britt King          | 24  | 6    | 0    | 6    |
| Equip          | Equip               | 90  | 25   | 3    | 17   |
| Entrenador     |                     |     |      |      |      |
| Carme Lluveras |                     |     |      |      |      |